# Royton
Royton är en ort i distriktet Oldham, Storbritannien. Den ligger i grevskapet Greater Manchester och riksdelen England, i den centrala delen av landet, 260 km nordväst om huvudstaden London. Royton ligger 160 meter över havet och antalet invånare är 22 848.
Terrängen runt Royton är platt västerut, men österut är den kuperad. Runt Royton är det mycket tätbefolkat, med 1 517 invånare per kvadratkilometer. Närmaste större samhälle är Manchester, 12,0 km sydväst om Royton. Trakten runt Royton består i huvudsak av gräsmarker.